# Pompeyo Torrealba
Pompeyo José Torrealba Rivero (Barquisimeto, Venezuela, 1 de febrero de 1946) es un productor agrícola, historiador, escritor y militar venezolano retirado que sirvió 33 años en las Fuerzas Armadas y experto de la disputa entre Venezuela y Guyana sobre la Guayana Esequiba. Fue jefe de la Unidad Especial para el Asunto del Esequibo del Ministerio de Relaciones Exteriores, candidato a la Asamblea Nacional Constituyente de Venezuela de 1999 y autor de A un siglo del despojo: la historia de una reclamación, publicado en el año 2003. Actualmente es coordinador del Movimiento Nacional al Rescate del Esequibano y el Esequibo.

## Biografía

### Carrera militar
Torrealba se graduó como oficial en julio de 1969, perteneciente a la promoción General en Jefe José Gregorio Monagas de la Academia Militar de Venezuela, actual Academia Militar del Ejército Bolivariano, menos de un año después de la firma del Protocolo de Puerto España por el gobierno del presidente Rafael Caldera, el cual según Torrealba no tenía validez por no tener la aprobación del Congreso, y entre 1984 y 1986 ejerció como oficial de Operaciones e Inteligencia en la Quinta División de Infantería, actualmente 51 Brigada de Infantería de Selva, ubicada en Upata, estado Bolívar, frente al territorio Esequibo. Durante su carrera militar, varios eventos lo llevaron a decidir estudiar el Esequibo; en diciembre de 1983, durante un curso de Comando de Estado Mayor del Ejército que realizó en Río de Janeiro, un compañero brasileño lo retó a tomar el Esequibo y dividirlo por la mitad como "un juego entre compañeros de curso", percatándose de su ignorancia sobre el tema. En mayo de 1986, durante su permanencia en la Quinta Brigada, es visitado por Averell John Melville, participante en la Rebelión de Rupununi que buscaba adherir el Esequibo a Venezuela y con quien habló sobre la zona en reclamación. Un mes después, en junio, su superior en aquel momento y General José Vicente Carvajal Mezzoni le pidió averiguar sobre una invitación que le hizo el Comité Pro-Rescate de la Guayana Esequiba. El 3 de octubre del mismo año se funda oficialmente el Movimiento Nacional al Rescate de los Esequibanos y del Esequibo en Caracas, actualmente coordinado por Pompeyo Torrealba.

### Guayana Esequiba
Torrealba Rivero sirvió 33 años en las Fuerzas Armadas de forma ininterrumpida hasta el 19 de mayo de 1999 cuando solicitó su baja para incorporarse al proceso de la Asamblea Nacional Constituyente de Venezuela de 1999, donde fue candidato a diputado nacional para dedicarse por completo al tema del Esequibo. El 16 de agosto de 2001 Pompeyo Torrealba izó la bandera venezolana durante el acto de fundación de Ciudad Puerto Esquivel, el pueblo más próximo del Esequibo, al oeste de las a orillas del río Venamo. Dos años después, en 2003, publica su obra A un siglo del despojo: la historia de una reclamación, producto de años de investigación y que contiene entrevistas que realizó a protagonistas y expertos del Esequibo, documentos históricos y propuestas para la recuperación del territorio.
Pompeyo Rivero ha argumentado que el territorio del Esequibo le pertenece a Venezuela desde la Capitanía General de Venezuela de 1777 y que Guyana consiste en la extensión de territorio 37 000 km² al este del río Esequibo que Inglaterra le compró a Holanda en el tratado Anglo-Holandés de 1814, y no 214 000 km², sosteniendo que el resto del territorio fue invadido y usurpado por los ingleses a partir de 1814, tres años después de que alcanzamos la independencia venezolana, y que Venezuela no quiere ni un metro cuadrado de Guyana, el cual es un país vecino. Torrealba también ha afirmado que el Laudo Arbitral de París no representa ninguna validés para Venezuela debido a que el país no tenía ni voz ni voto y que sus intereses fueron representados por estadounidenses.
Asimismo, el ahora General ha criticado la acción de gobiernos anteriores, como cuando Marcos Pérez Jiménez estableció un consulado dentro del territorio Esequibo, explicando que de forma jurídica demuestra que el territorio no es venezolano. Torrealba exhortó a Nicolás Maduro a tratar a los esequibanos como venezolanos, afirmando que son venezolanos por nacimiento y que Maduro conoce bien el tema porque trabajó con él durante siete años. Según Pompeyo, en caso de recuperar el Esequibo Venezuela debe devolver una extensión de 9500 km2 que le pertenece a Brasil.